# Walden (Tennessee)
Walden es un pueblo ubicado en el condado de Hamilton en el estado estadounidense de Tennessee. En el Censo de 2010 tenía una población de 1.898 habitantes y una densidad poblacional de 204,87 personas por km².

## Geografía
Walden se encuentra ubicado en las coordenadas 35°9′50″N 85°18′33″O / 35.16389, -85.30917. Según la Oficina del Censo de los Estados Unidos, Walden tiene una superficie total de 9.26 km², de la cual 9.26 km² corresponden a tierra firme y (0%) 0 km² es agua.

## Demografía
Según el censo de 2010, había 1.898 personas residiendo en Walden. La densidad de población era de 204,87 hab./km². De los 1.898 habitantes, Walden estaba compuesto por el 97.58% blancos, el 0.53% eran afroamericanos, el 0.05% eran amerindios, el 0.79% eran asiáticos, el 0% eran isleños del Pacífico, el 0.16% eran de otras razas y el 0.9% pertenecían a dos o más razas. Del total de la población el 2.11% eran hispanos o latinos de cualquier raza.